# Arc apuntat

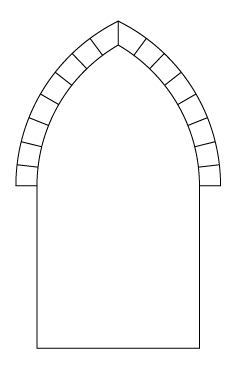
Diagrama representant un d'arc ogival

L'arc apuntat, també dit arc ogival, és un tipus d'arc i element estructural paradigmàtic de l'arquitectura gòtica que substituí l'arc de mig punt, que havia estat utilitzat àmpliament durant el romànic o en l'arquitectura de l'Antiga Roma. Geomètricament és més complicat de projectar però distribueix molt millor les forces dels elements que suporta, la qual cosa fa que es pugui augmentar l'altura de l'edifici i dotar-lo de majors obertures en les seves parets derivant les càrregues dels murs cap als arcs i pilastres. És més dinàmic i flexible, ja que s'adapta millor als espais que es volen cobrir. A Catalunya es comença a utilitzar ja al final del segle xii.
L'arc ogival consta de dos segments d'arc que formen un angle a la clau (la dovella més alta), amb l'intradós còncau.

## Tipus d'arc apuntat
- Arc apuntat equilàter, amb dos centre i radis iguals a la llum de l'arc, també anomenat arc apuntat complert.[3]
- Arc gòtic, especialment de dos centres i radis iguals.[3]
- Arc apuntat peraltat, amb dos centres i radis més grans que la llum de l'arc.[3]
- Arc apuntat rebaixat, caracteritzat per tenir dos centres i radis més petits que la llum de l'arc.[3]
- Arc tudor, arc apuntat deprimit de quatre centres al que els dos segments circulars més propers a la clau tenen un radi molt superior al dels segments més allunyats d'ella.[3]
- Arc conopial, també anomenat arc flamíger, com en el cas anterior, està format per quatre centres, amb cadascun dels seus braços formats per una doble corba amb la part superior convexa i la inferior còncava.[3]